# Apotropina pallipes
Apotropina pallipes är en tvåvingeart som först beskrevs av Malloch 1940.  Apotropina pallipes ingår i släktet Apotropina och familjen fritflugor. Inga underarter finns listade i Catalogue of Life.